# Писидия
Писидия е историческа област в южната част на Антична Мала Азия (днешна Турция), разположена във вътрешен планински район по склоновете на планината Тавър на север от Ликия и граничеща с областите Кария, Лидия, Фригия и Памфилия. По-големите градове в антична Писидия са Термесос, Селге, Кремна, Сагаласос, Етена, Антиохия Писидийска, Неаполис, Лаодикея и Филомелум.

## Римска провинция
След края на хетското годподство Писидия попада последователно в персийската и в древногръцката сфера на влияние. За първи път тя е спомената в Анабазис на Ксенофонт във връзка с историята на Кир Млади. Александър Македонски преминава през територията на Писидия за да стигне до Фригия от Памфилия и среща голяма съпротива, това го принуждава да завзема един по един градовете. След 188 пр.н.е. районът попада за първи път под римски републикански контрол, но е твърде отдалечен за да бъде ефективно контролиран и твърде малък за да бъсе самостоятелна провинция. Последователно Писидия е отстъпвана на местни владетели, преобръщана в разбойническо свърталище и администрирана от други съседни римски провинции, като Галатия, Памфилия и Азия. Едва по времето на император Диоклециан през 297 г. Писидия става самостоятелна римска провинция със столица Антиохия Писидийска.
Провинцията е една от спирките на мисиите на апостол Павел. През 395 г., след раздела на Римската империя Писидия попада в Източната империя на византийците.

## Галерия
- Амфитеатърът на Термесос
- Антиохия Писидийска, наречена Изгорената
- Териториални подялби след Мира от Апамея
- Мисии на апостол Павел